# Kapellerlaan 34
Kapellerlaan 34 (vroeger 20), ook Huis Oor genoemd, is een villa aan de Kapellerlaan in Roermond.

## Geschiedenis
De Kapellerlaan, die in 1730 werd aangelegd, was rond het midden van de 19e eeuw nog bijna helemaal onbebouwd. Tussen 1860 en 1940 werd de laan, stukje bij beetje, volgebouwd met een combinatie van herenhuizen, winkelpanden en een enkele villa.
Kapellerlaan 34 werd in 1864 gebouwd in opdracht van Jean Antoine Oor, een uit België afkomstige beeldhouwer. Oor vestigde zich in 1857 in Roermond, waar hij ging werken voor het Atelier Cuypers-Stoltzenberg. In 1862 stichtte hij een eigen atelier onder de naam J.A. Oor & Zonen, waarmee hij veel succes had.

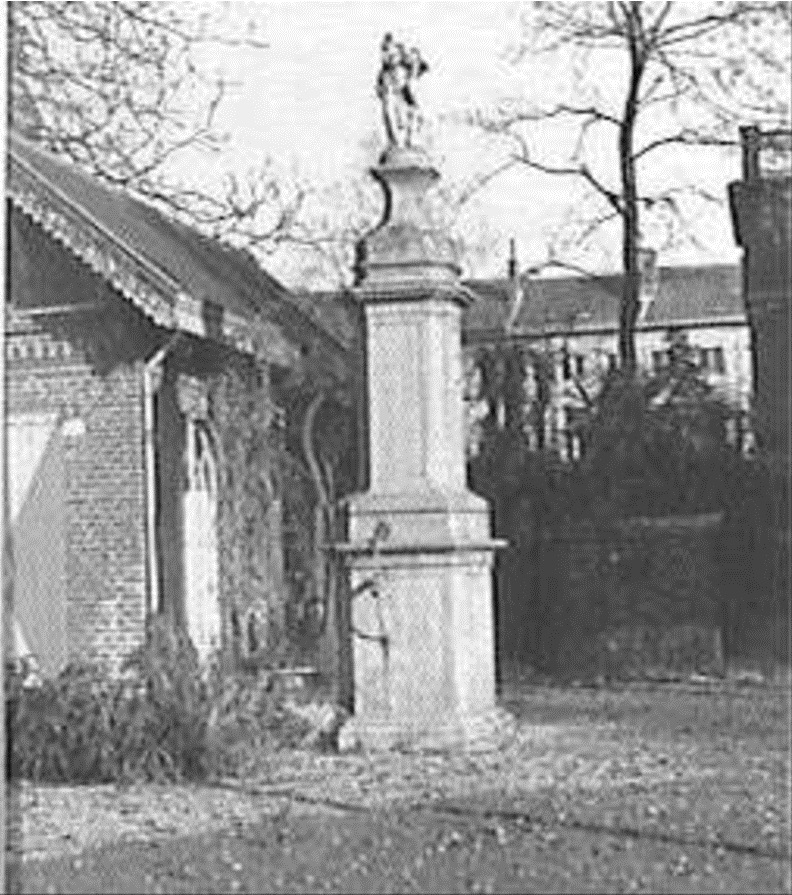
Tuin met Sint-Christoffelpomp in 1948

De villa is gebouwd in Chaletstijl. De naam van een eventuele architect of aannemer is onbekend.
Na de dood van Jean Antoine Oor bewoonde zijn zoon, Jacques Oor, de villa. Het laatste lid van de familie Oor, dat hier woonde, was de jurist Mr. Jean Oor. Hij vestigde zich hier in 1936 vanuit Nijmegen en overleed in 1993. In 1997 werd het pand gerestaureerd.

## Bijzonderheden
De benedenverdieping gaat aan de voorkant schuil achter een aarden wal, waardoor het lijkt alsof de villa op een heuvel staat. De overige drie gevels waren oorspronkelijk voorzien van een witgeschilderde, gietijzeren galerij. Deze galerij is tijdens de restauratie 1997 voor een deel verwijderd. Ook het balkon op de tweede verdieping, aan de achterzijde, is rond die tijd verwijderd.
In de tuin stond vroeger een 18e-eeuwse, hardstenen waterpomp met bovenop een beeld van de heilige Christoffel. Deze Sint-Christoffelpomp stond oorspronkelijk op de hoek van Kraanpoort en Markt in de binnenstad van Roermond en werd in 1925 ontmanteld na het aanleggen van een waterleiding. In 1976 werd de pomp gerestaureerd en 'herplaatst' aan de Neerstraat, vlak bij zijn oorspronkelijke standplaats.
In de tuin staat verder een oranjerie.
Op de dakruiter aan de voorgevel bevond zich vroeger een windvaan met daarop het jaartal 1974.